# Улица Красного Маяка
У́лица Кра́сного Маяка́ (до 2 декабря 1969 г. — проектируемый проезд № 5168) — улица в Южном административном округе города Москвы на территории района Чертаново Центральное. Пролегает от Варшавского шоссе , пересекает Кировоградскую улицу и идет до Чертановской улицы, пересекает её и далее поворачивает в южном направлении. Является продолжением улицы Подольских Курсантов. Нумерация домов начинается от Варшавского шоссе.

## Происхождение названия
Улица возникла на территории совхоза «Красный Маяк», по которому и получила своё название. До 1960 года на этом месте находилось село Красное.

## Здания и сооружения
По нечётной стороне:
- д.3 — универсам «Пятерочка» (пристройка жилого дома)
- д.3А — детский сад № 2103
- д.3Г — школа № 879
- д.9 — универсам «Лента»
- д.9А — дошкольное отделение № 1 школы 880 (бывш. детский сад № 706)
- д.11 — дошкольное отделение № 2 школы 880 (бывш. детский сад № 789)
- д.13А — начальная школа школы № 880 (бывшая школа № 652)
- д.13Б — Чертановский районный суд (мировой судья, участки 228—233)
- д.13Г — дошкольное отделение № 4 школы 880 (бывш. детский сад № 990)
- д.15А, стр. 1 — торговый центр «Маяк»
- д.19 корп. 4 — дошкольное отделение № 5 школы 880 (бывш. детский сад № 1318)

По чётной стороне:
- д.2Б — торговый центр «Пражский пассаж» (Columbus)
- д.4А — детская школа искусств «Тутти»
- д.6 — аптека «Горздрав»
- д.10 — универсам «Магнит»
- д.16Б — универсам «Пятерочка»
- д.22 корп. 4 — дошкольное отделение № 3 школы 880
- д.22 корп. 5 — фитнес-центр «Фитнес Парк»
- д.24 — «Центр промышленности республики Болгария в РФ» (офисы)
- д.26 — Чешский центр (офисы)
- д.28 корп. 1 — физкультурно-оздоровительный комплекс «Красный маяк»

## Транспорт
- Станция метро: «Пражская» — на пересечении с Кировоградской улицей.
- Автобусы: м96, м97, 852, 922, 938, с908, с929, с941, с960, с970, с997.
- Маршрутное такси: 609